# Station Bad Oeynhausen Süd
Station Bad Oeynhausen Süd (Haltepunkt Bad Oeynhausen Süd) is een spoorwegstation in de Duitse plaats Bad Oeynhausen, in de deelstaat Noordrijn-Westfalen. Het station ligt aan de spoorlijn Elze - Löhne.

## Indeling en betekenis

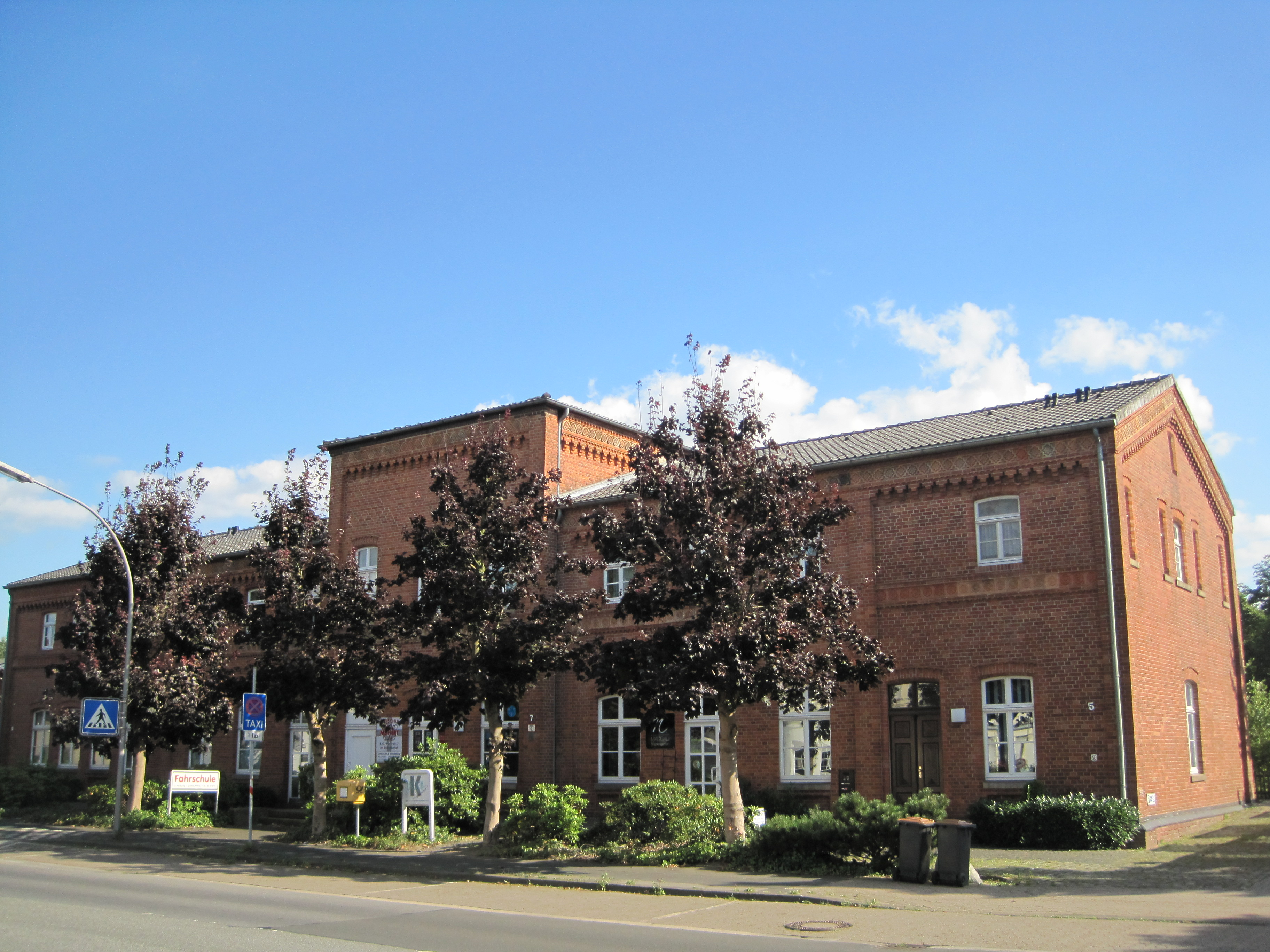
Voormalig stationsgebouw Bad Oeynhausen Süd (2012)

Het station Bad Oeynhausen Süd ligt zuidelijk van de binnenstad en het kuuroord. Met het in de volksmond Nordbahnhof of Hauptbahnhof genoemde station Bad Oeynhausen is het door de 800 meter lange straat Bahnhofstraße verbonden. Het station bevindt zich nabij het hart- en diabetescentrum Bad Oeynhausen, de plaatselijke Mühlenkreiskliniken evenals het sauna & wellness resort "Bali-Therme".
Terwijl het station van begin twintigste eeuw tot in de jaren '70 nog regelmatig door langeafstandstreinen werd bediend, bezit het na enkele terugbouwwerkzaamheden nog één perron aan een doorgaande spoor, waardoor het station formeel een halte (Haltepunkt) is geworden. Dit perron is toegankelijk gemaakt. De vroegere onderdoorgang naar een ander perron is gesloten. Het monumentale voormalig stationsgebouw wordt nu gebruikt door verschillende diensten. 
Het station is uit de richting van de zuidelijke wijken en Lohe bereikbaar via de straten Weserstraße en Detmolder Straße. Alle stads- en buurtbussen die langs het station komen bedienen de klinieken, de binnenstad, de zuidelijke wijken, Lohe en Rehme. Wegens de lijnvoering van het stadsbusverkeer in Bad Oeynhausen is er geen directe verbinding tussen het centrale busstation (Zentrale Omnibusbahnhof, ZOB) bij station Bad Oeynhausen en het zuidelijke station, de buslijnen rijden via een omweg tussen deze twee stations.

## Verbindingen
De spoorlijn wordt elk uur (in het weekeinde elke twee uur) door de RB 77 "Weser-Bahn" bedient. De lijn wordt geëxploiteerd door NordWestBahn. Voor de exploitatie wordt gebruikgemaakt van Alstom Coradia LINT-dieseltreinstellen.
| Serie | Treinsoort                  | Route                                                                                       | Bijzonderheden                                          |
| ----- | --------------------------- | ------------------------------------------------------------------------------------------- | ------------------------------------------------------- |
| RB 77 | Regionalbahn (NordWestBahn) | Bünde (Westf) – Löhne (Westf) – Bad Oeynhausen Süd – Hamelen – Nordstemmen – Hildesheim Hbf | Weser-Bahn 1x per twee uur in het weekend Bünde - Löhne |